# 1848 (Dokumentarfilm)
1848 (Originaltitel: La Révolution de 1848) ist ein französischer Dokumentar-Kurzfilm, der von Marguerite de la Mure und Victoria Mercanton im Jahr 1949 realisiert wurde und auf der Oscarverleihung 1950 für einen Oscar nominiert war.

## Inhalt

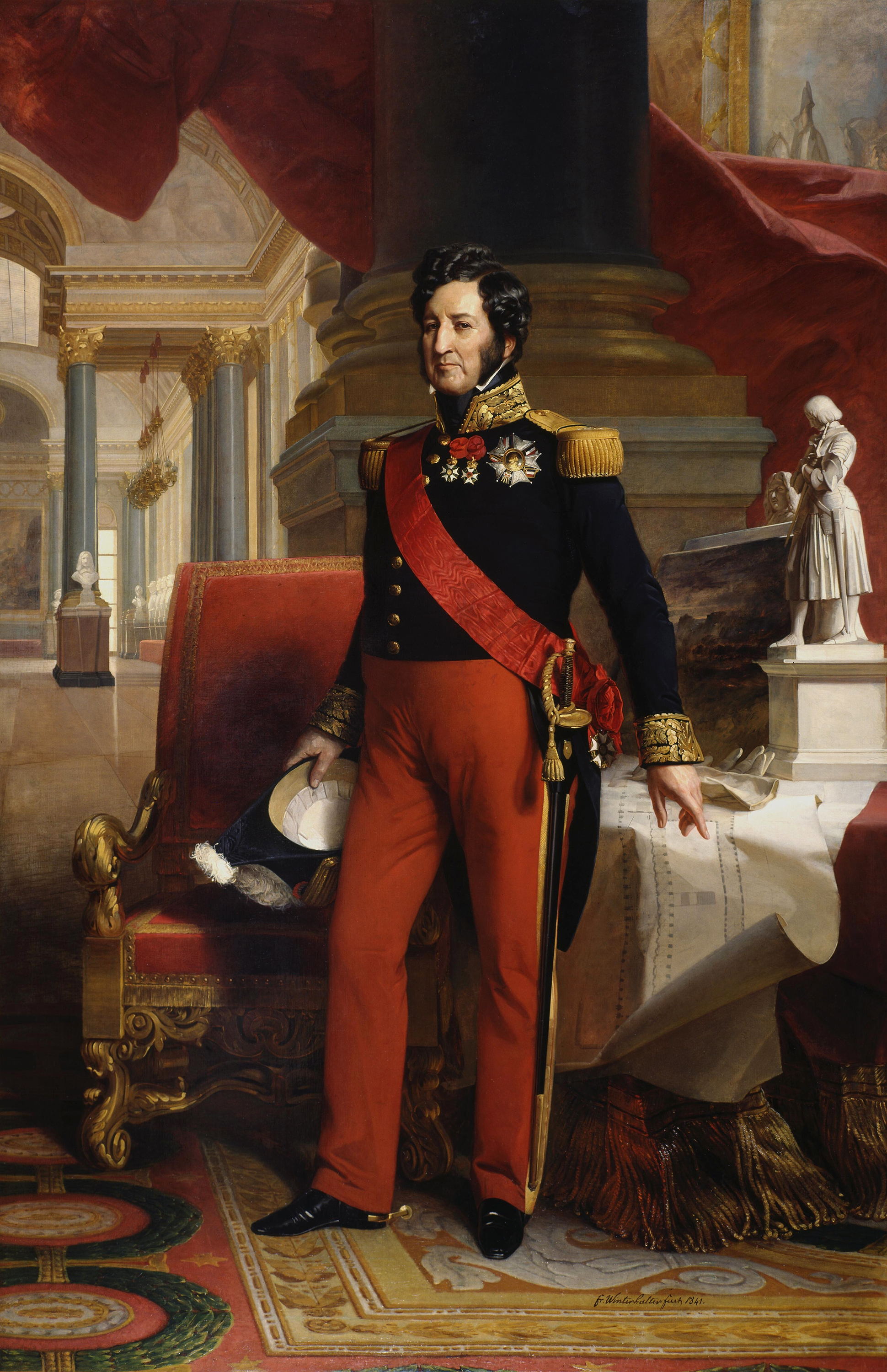
„Bürgerkönig“ Louis-Philippe

Der Film zeigt in Art einer Ikonografie neben Zeichnungen, Drucken, Stichen und Karikaturen, Gemälde und Unterlagen von Künstlern wie beispielsweise Honoré Daumier, Eugène Delacroix oder Paul Gavarni die die Geschichte der Revolution von 1848 festgehalten haben, mit der die Herrschaft des liberalen „Bürgerkönigs“ Louis-Philippe von Orléans beendet wurde, was im weiteren Verlauf der Revolution dazu führte, dass der Neffe des ehemaligen Kaisers Napoleon Bonaparte, Louis Napoléon Bonaparte, neuer Staatspräsident wurde.

## Produktion, Veröffentlichung
Produziert wurde der Film von der Coopérative Générale du Cinéma Français/French Cinema General Cooperative.
Im Vereinigten Königreich wurde der Film am 23. März 1950 unter dem Titel Eighteen Forty-Eight erstmals veröffentlicht. In Belgien wurde er im Juli 1950 in Knokke auf dem Quinzaine du Cinéma Français vorgestellt.

## Auszeichnung
Die Coopérative Générale du Cinéma Français war auf der Oscarverleihung 1950 mit dem Film in der Kategorie Bester Dokumentar-Kurzfilm für einen Oscar nominiert, unterlag jedoch den Kurzdokumentationen A Chance to Live von Richard De Rochemont und So Much for So Little von Edward Selzer.